# Bukit Meurutu
Bukit Meurutu är en kulle i Indonesien.   Den ligger i provinsen Aceh, i den västra delen av landet, 1 600 km nordväst om huvudstaden Jakarta. Toppen på Bukit Meurutu är 65 meter över havet.
Terrängen runt Bukit Meurutu är huvudsakligen platt.Runt Bukit Meurutu är det tätbefolkat, med 442 invånare per kvadratkilometer. Omgivningarna runt Bukit Meurutu är en mosaik av jordbruksmark och naturlig växtlighet.